# يانكو جورجييف
يانكو جورجييف (بالبلغارية: Янко Георгиев)‏ هو لاعب كرة قدم بلغاري في مركز حراسة المرمى، ولد في 22 أكتوبر 1988 في بورغاس في بلغاريا. لعب مع OFC Pomorie ‏.

## وصلات خارجية
- يانكو جورجييف على موقع قاعدة بيانات كرة القدم.إي يو (الإنجليزية)
- يانكو جورجييف على موقع Soccerway.com (الإنجليزية)
- يانكو جورجييف على موقع عالم كرة القدم.نت (الإنجليزية)